# Alecko Eskandarian
Alecko Eskandarian (Montvale, 9 de julho de 1982) é um ex-futebolista e treinador de futebol dos Estados Unidos que atuava como atacante. Atualmente, está sem clube.

## Carreira

### Futebol universitário
Entre 2000 e 2002, jogou no time de futebol do Virginia Cavaliers, ligada à Universidade da Virgínia. Foram 60 jogos e 50 gols marcados no total.

### Carreira na MLS
Selecionado como primeira escolha do D.C. United no Super Draft da Major League Soccer de 2003, fazendo 3 gols em 23 jogos disputados. Em 2004, sob comando de Piotr Nowak, Eskandarian disputou 24 partidas e fez 10 gols (empatado como Josh Wolff, Amado Guevara e John Wolyniec como terceiro colocado na artilharia), em sua temporada mais prolífica na carreira profissional, conquistando o título da MLS e sendo eleito o MVP da temporada.
Em 2006, após 81 jogos e 20 gols, assinou com o Toronto FC, onde atuou em 6 partidas e fez um gol. Em maio de 2007, foi emprestado ao Real Salt Lake, que em troca liberou Jeff Cunningham para a equipe do Canadá. No time de Utah, Eskandarian disputou 17 jogos e também balançou as redes uma vez.
Para 2008, foi para o Chivas USA, perdendo boa parte da primeira temporada após uma lesão no músculo adutor, que levou o atacante a fazer uma cirurgia. Recuperado, fez 5 gols em 8 jogos na segunda metade - 3 destes gols foram contra as 3 equipes anteriores de Eskandarian, que jogou 18 partidas pelo Chivas, permanecendo na Califórnia em julho de 2009, sendo negociado com o Los Angeles Galaxy. Foram apenas 3 partidas  e 2 gols marcados - um deles, contra o New York Red Bulls, foi indicado para Gol do Ano da MLS; o outro gol foi na estreia, contra o New England Revolution.

## Final de carreira
Durante um amistoso contra o Milan, Eskandarian foi acidentalmente atingido no rosto, fraturando o nariz e tendo uma concussão. Foi posteriormente afastado do elenco em março de 2010. Encerrou sua carreira pouco depois, com apenas 27 anos.

## Carreira de treinador
Em junho de 2011, Eskandarian se juntou à comissão técnica do Philadelphia Union, como diretor-técnico das categorias de base, e um ano depois foi promovido a auxiliar-técnico do time principal, função que exerceu também no New York Cosmos em 2013. Assumiu o time B em 2015, permacendo um ano no comando técnico.

## Seleção dos Estados Unidos
O único jogo de Eskandarian pela Seleção dos Estados Unidos foi um amistoso contra o País de Gales, em maio de 2003. Ele ainda representou as seleções Sub-17, Sub-20 e Sub-23.

## Vida pessoal
De origem armênio-iraniana, o ex-atacante é filho de Andranik Eskandarian, ex-jogador do New York Cosmos e da Seleção Iraniana, que disputou a Copa de 1978.
Ele ainda chegou a participar do reality-show Keeping Up with the Kardashians, onde em um dos episódios teve um encontro às cegas com Kim Kardashian.

## Títulos
D.C. United
- Major League Soccer (MLS Cup): 2004
- MLS Supporters' Shield: 2006
- MLS All Star: 2004 e 2006

### Individuais
- MVP da MLS Cup: 2004